# Koječín (Čepřovice)
Koječín je malá vesnice, část obce Čepřovice v okrese Strakonice v Jihočeském kraji. Nachází se asi 2,5 kilometru jihovýchodně od Čepřovic. Prochází zde silnice II/142. Je zde evidováno 21 adres. V roce 2011 zde trvale žilo čtyřicet obyvatel.
Koječín leží v katastrálním území Koječín u Čepřovic o rozloze 2,85 km².

## Historie
První písemná zmínka o vesnici pochází z roku 1315.

## Obyvatelstvo
| Rok            | 1869 | 1880 | 1890 | 1900 | 1910 | 1921 | 1930 | 1950 | 1961 | 1970 | 1980 | 1991 | 2001 | 2011 | 2021 |
| -------------- | ---- | ---- | ---- | ---- | ---- | ---- | ---- | ---- | ---- | ---- | ---- | ---- | ---- | ---- | ---- |
| Počet obyvatel | 139  | 143  | 130  | 123  | 139  | 130  | 97   | 72   | 59   | 45   | 41   | 38   | 39   | 40   | 41   |
| Počet domů     | 20   | 21   | 21   | 24   | 22   | 21   | 20   | 20   | 20   | 15   | 12   | 15   | 21   | 21   | 21   |

## Obecní správa
Při sčítání lidu v letech 1850–1928 Koječín byl osadou obce Tourov v okrese Písek. V letech 1929–1948 byl samostatnou obcí v okrese Písek. V letech 1949–1971 byl osadou obce Jiřetice, se kterým patřil nejprve do okresu Prachatice, ale od roku 1960 v okrese Strakonice. Od 26. listopadu 1971 je částí obce Čepřovice v okrese Strakonice, kdy se konaly obecní volby.

## Pamětihodnosti
- Zřícenina hradu Helfenburk, na kopci asi kilometr východně od vesnice (již v katastru sousední obce Krajníčko)